# العلاقات السنغالية الكندية
العلاقات السنغالية الكندية هي العلاقات الثنائية التي تجمع بين السنغال وكندا.

## مقارنة بين البلدين
هذه مقارنة عامة ومرجعية للدولتين:
| وجه المقارنة                                              | السنغال                                              | كندا                     |
| --------------------------------------------------------- | ---------------------------------------------------- | ------------------------ |
| المساحة (كم2)                                             | 196.72 ألف                                           | 9.98 مليون               |
| عدد السكان (نسمة)                                         | 15.85 مليون                                          | 35.70 مليون              |
| الكثافة السكانية (ن./كم²)                                 | 80.57                                                | 3.58                     |
| العاصمة                                                   | داكار                                                | أوتاوا                   |
| اللغة الرسمية                                             | لغة فرنسية، اللغة الولوفية، باديارا ‏، اللغة البلنتية | لغة إنجليزية، لغة فرنسية |
| العملة                                                    | فرنك غرب أفريقي                                      | دولار كندي               |
| الناتج المحلي الإجمالي (بليون دولار)                      | 16.37 مليار                                          | 1.65 تريليون             |
| الناتج المحلي الإجمالي (تعادل القوة الشرائية) بليون دولار | 36.62 مليار                                          | 1.59 تريليون             |
| الناتج المحلي الإجمالي الاسمي للفرد دولار أمريكي          | 899                                                  | 43.25 ألف                |
| الناتج المحلي الإجمالي للفرد دولار أمريكي                 | 2.33 ألف                                             | 45.07 ألف                |
| مؤشر التنمية البشرية                                      | 0.466                                                | 0.913                    |
| رمز المكالمات الدولي                                      | +221                                                 | +1                       |
| رمز الإنترنت                                              | .sn                                                  | .ca                      |
| المنطقة الزمنية                                           | 00                                                   |                          |

## مدن متوأمة
في ما يلي قائمة باتفاقيات التوأمة بين مدن سنغالية وكندية:
- ترتبط Joal-Fadiouth [الإنجليزية]‏ مع غرانبي باتفاقية توأمة.

## منظمات دولية مشتركة
يشترك البلدان في عضوية مجموعة من المنظمات الدولية، منها:
| علم المنظمة | اسم المنظمة                               | تاريخ انضمام السنغال | تاريخ انضمام كندا |
| ----------- | ----------------------------------------- | -------------------- | ----------------- |
|             | مؤسسة التنمية الدولية                     | 31 أغسطس 1962        | 24 سبتمبر 1960    |
|             | الأمم المتحدة                             | 28 سبتمبر 1960       | 9 نوفمبر 1945     |
|             | منظمة التجارة العالمية                    | ?                    | ?                 |
|             | منظمة الشرطة الجنائية الدولية             | ?                    | ?                 |
|             | المركز الدولي لتسوية المنازعات الاستشارية | 21 مايو 1967         | 1 ديسمبر 2013     |
|             | الاتحاد الدولي للاتصالات                  | 15 نوفمبر 1960       | 1 يوليو 1908      |
|             | الفريق المعني برصد الأرض                  | ?                    | ?                 |
|             | البنك الدولي للإنشاء والتعمير             | 31 أغسطس 1962        | 27 ديسمبر 1945    |
|             | الاتحاد البريدي العالمي                   | ?                    | ?                 |
|             | منظمة حظر الأسلحة الكيميائية              | ?                    | ?                 |
|             | مؤسسة التمويل الدولية                     | 31 أغسطس 1962        | 20 يوليو 1956     |
|             | البنك الإفريقي للتنمية                    | ?                    | ?                 |
|             | وكالة ضمان الاستثمار متعدد الأطراف        | 12 أبريل 1988        | 12 أبريل 1988     |
|             | يونسكو                                    | 10 نوفمبر 1960       | 4 نوفمبر 1946     |

## وصلات خارجية
- موقع وزارة الخارجية السنغالية
- موقع وزارة الخارجية الكندية